# Francesco Nullo (destroyer, 1914)
Pour les articles homonymes, voir Francesco Nullo (destroyer).
Le Francesco Nullo  (rebaptisé plus tard Fratelli Cairoli) (fanion « NL » et plus tard « CL ») était un destroyer (puis, plus tard, un torpilleur) italien, de la classe Rosolino Pilo, lancé en 1914 pour la Marine royale italienne (en italien : Regia Marina).

## Conception et description
Ces navires avaient une longueur totale de 73 mètres, une largeur de 7,3 mètres et un tirant d'eau de 2,7 mètres. Ils déplaçaient 672 tonnes à charge normale, et 720  tonnes à pleine charge. Leur effectif était de 69 officiers, sous-officiers et marins.
Les Rosolino Pilo étaient propulsés par deux turbines à vapeur, chacune entraînant un arbre d'hélice et utilisant la vapeur fournie par quatre chaudières. La puissance nominale des turbines était de 16 000 chevaux-vapeur (11 700 kW) pour une vitesse de 30 nœuds (55 km/h) en service. Ils avaient une autonomie de 1 440 milles nautiques (2 660 km) à une vitesse de 13 nœuds (24 km/h). Ils transportaient 128 tonnes de naphte.
Leur batterie principale en 1918 était composée de 5 canons Schneider Modèle 1914 de 102/35 mm. La défense antiaérienne (AA) des navires de la classe Rosolino Pilo était assurée par 1 canon simple Vickers-Armstrong QF 2 lb de 40/39 mm. Ils étaient équipés de 4 tubes lance-torpilles de 450 millimètres dans deux supports doubles au milieu du navire.

## Construction et mise en service
Le Francesco Nullo est construit par le chantier naval Pattison à Naples en Italie, et mis sur cale le 24 septembre 1913. Il est lancé le 12 novembre 1914 et est achevé et mis en service le 1er mai 1915. Il est commissionné le même jour dans la Regia Marina.

## Histoire de service
Lorsque l'Italie entre dans la Première Guerre mondiale (24 mai 1915), le Francesco Nullo, en service depuis moins d'un mois, fait partie du Ier escadron de destroyers (Animoso, Ardente, Ardito, Audace) basée à Brindisi. Le navire est commandé par le capitaine de corvette (capitano di corvetta) Catellani.
Le 3 mai 1916, le Nullo, sous le commandement de Luigi Bianchieri, prend la mer avec les croiseurs éclaireurs Pepe et Rossarol et le navire-jumeau Missori pour fournir un soutien à distance aux destroyers Zeffiro et Fuciliere, engagés dans la pose d'un champ de mines dans les eaux de Šibenik. Au large de Punta Maestra, la formation italienne aperçoit quatre destroyers (classe Velebit) et six torpilleurs austro-hongrois et se dirige vers leur attaque. Alors que les navires ennemis se dirigent vers Pula, les navires italiens, qui les poursuivent, sont attaqués par trois hydravions, qu'ils peuvent repousser. À 15h50, cependant, comme un croiseur et deux torpilleurs ont également quitté Pula pour soutenir les navires austro-hongrois, l'escadron italien doit battre en retraite et s'éloigner.
Le 12 juin de la même année, le Nullo et le Missori fournissent un appui à un groupe de torpilleurs (destroyers Zeffiro, Fuciliere et Alpino, torpilleurs 30 PN et 46 PN) qui entreprendront ensuite le forçage du port de Porec..
Les 1er et 2 novembre, le Nullo et le Missori, ainsi que les croiseurs éclaireurs Pepe et Poerio, sont désignés pour apporter un soutien éventuel au raid de Xe Flottiglia MAS dans le canal de Fažana.
Après 1918, le Nullo subit des modifications qui voient le remplacement des canons de 76 mm par 5 canons de 102 mm et le chargement de 2 mitrailleuses de 40 mm; le déplacement à pleine charge passent à 900 tonnes.
Le 8 décembre 1919, le Nullo fait route vers Fiume et se place sous les ordres du poète Gabriele d'Annunzio, qui a occupé la ville,. Après l'événement de Fiume, en janvier 1921, le destroyer est transporté à Pula et le 16 janvier, il est rebaptisé Fratelli Cairoli,.
En 1922, le navire est employé le long de la côte dalmate, entre Zadar et Split.
En 1926, le Cairoli est gravement endommagé lors d'une collision avec un autre destroyer plus ou moins contemporain, le Agostino Bertani
Le 6 août 1928, après la collision avec le sous-marin F 14 dans les eaux de Pula, l'unité rappelle un deuxième sous-marin, le F 15 , et participe aux opérations de sauvetage des hommes prisonniers de l'épave, qui n'ont malheureusement pas pu être sauvés avant de mourir d'asphyxie.
Le 1er octobre 1929, le navire est déclassé en torpilleur,.
En 1930 et 1932, le Cairoli participe à des croisières dans la Méditerranée du Levant.
En 1936-1938, l'unité participe à la guerre civile espagnole avec des fonctions de lutte contre la contrebande de fournitures pour les troupes républicaines espagnoles.
Lorsque l'Italie entre dans la Seconde Guerre mondiale, le Cairoli fait partie du IXe escadron de torpilleurs (Cassiopea, Canopo, Mosto) basé à La Maddalena. Il opère dans des missions d'escorte le long de la côte libyenne.
Du 12 au 14 septembre 1940, le Cairoli escorte de Tripoli à Benghazi les vapeurs Maria Eugenia et Gloriastella.
Le 23 décembre 1940, alors qu'il navigue de Benghazi à Tripoli, le Cairoli heurte une mine posée par le sous-marin britannique HMS Rorqual (N74) au large de Misrata et coule en quelques minutes, avec 71 hommes d'équipage, 43 sont sauvés.

## Sources
- (it) Cet article est partiellement ou en totalité issu de l’article de Wikipédia en italien intitulé « Francesco Nullo (cacciatorpediniere 1915) » (voir la liste des auteurs).